# Park Narodowy Helvetinjärvi
Park Narodowy Helvetinjärvi (fiń. Helvetinjärven kansallispuisto, szw. Helvetinjärvi nationalpark) – fiński park narodowy, położony w południowej części kraju, ok. 50 km na północ od miasta Tampere. Powstał w roku 1982 na powierzchni 49,8 km². Chroni obszar o niezwykłym krajobrazie, ukształtowanym przez lodowiec ok. 150–200 milionów lat temu: dwie głębokie doliny, wąwóz Helvetinkolu ze znajdującym się w pobliżu jeziorem Iso Helvetinjärvi o niezwykłych klifowych brzegach.